# Cefa, Bihor
Cefa este satul de reședință al comunei cu același nume din județul Bihor, Crișana, România.

## Așezare
Satul Cefa este situat în sud- vestul județului Bihor, între municipiile Oradea și Salonta, la distanță de 9 km de frontiera româno-maghiară, inclusă fiind în euroregiunea de dezvoltare  Bihor- Hajdu Bihar și face parte, totodată, din Parcul Natural Cefa, rezervație menită să protejeze nu numai zona umedă cu flora și fauna sa ci și tradițiile locale. 

## Relief
Ca unitate de relief,  Cefa împreună cu extravilanul său se întinde în zona de câmpie a Bihorului. Este Câmpia de Vest a României, ultima mare unitate circumcarpatică din vestuță țării. Parte a Câmpiei Tisei, ea reprezintă totodată periferia marii câmpii panonice. Deși joasă și plană aceasta  nu este lipsită de variație. Formată pe locul unui bazin maritimo-lacustru, ea se află în faza de luncă și mlaștină pe cea mai mare parte a ei. Străbătută de cursurile marilor râuri și ale afluenților acestora Câmpia de Vest a luat mai multe denumiri. În Bihor o mare parte a sa are denumirea de Câmpia Crișurilor, la rândul ei împărțită în mai multe subunități. 
La contactul cu dealurile vestice, în câteva sectoare, câmpia are caracter de câmpie înaltă de 120- 180 m cu o înclinare slabă de la est la vest (etajul glacișurilor). Alcătuită din nisipuri și pietrișuri de vârstă pleistocenă, câmpia înaltă subcolinară este fragmentată de văile largi ale râurilor ce străbat zona. În zona Crișurilor aria câmpiilor sucolinare este mai restrânsă. Cursurile transversale ale celor trei Crișuri și ale Barcăului o împart în subunități, cea dintre Crișul Repede și Crișul Negru fiind Câmpia Miersigului. Această câmpie se compune dintr-o fâșie mai înaltă de glacișuri și terase situate sub Dealurile Hidișelului (Tășadului) și o alta mai joasă, în vest, până aproape de Canalul Crișurilor. Cea de-a doua, având înălțimea de 100- 200 m, alcătuită din depozite loessoide, mai este numită și Câmpia Gepiului sau  Câmpia Veljurilor. La Cefa acestă câmpie netedă, ușor  mlăștinoasă uneori, dar totuși cu văiugi și vâlcele bine marcate, cu alibi foarte largi, se termină cedând locul câmpiei joase.
Câmpia joasă, holocenă, este o câmpie tânără care prin caracterele sale se arată a fi încă la nivelul bazei din  care s-a creat. În această zonă câmpia poartă numele de Câmpia Salontei. De tip aluvial-subsidentă, cu altitudini de 98- 100 m în nord și de 90 - 95m în centru și sud, ea este foarte netedă.
La Cefa altitudinea câmpiei joase  variază între 80 și 100 m, având specific prezența depozitelor nisipoase în care cantonează primul nivel freatic.

## Clima
Climatul este de factură continentală, mai puțin excesiv decât în interiorul arcului carpatic. Curenții generalii de aer sunt cei de origine atlantică, ceea ce conferă zonei o umiditate mai accentuată. Valorile medii termice lunare se mențin între 20 grade Celsius și 21, 5 grade Celsius în luna iulie și de - 1, 5 grade Celsius și - 2 grade Celsius în luna ianuarie. Temperatura medie anuală  este de 11 grade Celsius. Precipitațiile sunt cuprinse între 550- 600 mm anual. Numărul zilelor fără îngheț variază între 180 și 200 de zile. Masele de aer rece din nord și nord-est care escaladează Munții Apuseni își atenuează influența lor negativă, făcând ca iernile să fie moderate , fără geruri puternice.

## Hidrografie
Rețeaua hidrografică este în cea mai mare parte antropică, fiind reprezentată printr-o serie de canale create pentru eliminarea excesului de apă din teritoriu, pentru alimentarea crescătoriilor piscicole și pentru irigarea ternurilor agricole. Principalul curs natural de apă este Râul Gepiu (pe hărțile vechi Nyarer sau valea Iandi), un mic curs de apă care izvorăște din zona colinară și primește ca afluent principal râul Bicaci străbate pe direcția est-vest hotarul satului. Chiar dacă debitul său este variabil în cursul anului, vara ajungând uneori la cote extrem de reduse, el nu seacă niciodată. Acest curs de apă, aflat la circa 2 km sud de centrul satului, a avut, fără îndoială, o importanță majoră în viața locuitorilor prin resursele pe care le oferea. 
Astăzi, la vest de Canalul Colector Criș, această vale este seacă, dar vechiul ei traseu se distinge în topografia locului, iar la marginea Pădurii Rădvani se alimentează cu apă din canalele de drenaj și din stratul freatic și sub numele de râul Coharna, curge spre vest traversând frontiera de stat. Celălalt este pârâul de la marginea de nord a satului. Este un mic pârâu mlăștinos ce își are originea chiar în hotar, pe locul cunoscut sub numele de Futraș, după care urmează aceași direcție est-vest dată de înclinarea terenului. Apele sale seacă în verile lungi și secetoase, dar stratul de apa freatică este bogat și se află la mică adâncime. Numele acestui pârâu nu apare pe hărți și nici locuitori de astăzi nu-l cunosc, cei mai în vârstă îl numesc Gat. El este cel care a favorizat întemeierea și dezvoltarea unei așezări durabile pe malul său.
Înainte de jumătatea secolului al-XVIII-lea, revărsarea apelor și băltirea lor era de lungă durată datorită pantei reduse și a prezenței pânzei freatice la suprafață, ceea ce împiedică în  mare măsură infiltrarea apei pluviale. Întreg ținutul dintre Crișuri era o rețea de brațe moarte, de bălți și mlaștini. La sfârșitul secolului al XIX-lea (între anii 1892-1899), la bordura dintre câmpia înaltă și cea joasă a fost construit, în lungime de 61 de km, Canalul Crișurilor (Canalul Colector Criș) care leagă Crișul Repede de Crișul Negru. Acest canal are, în principal, rolul de colector al apelor superficiale și a celor provenite din zona piemontană și câmpia înaltă. În el își varsă apele și cele două pârâuri ale Cefei.

## Flora și fauna
În trecut, câmpia înaltă era acoperită cu păduri de stejar, cer, gârniță și gorun, dar și alte foioase ca ulm, frasin în alternanță cu pajiști stepice. În urma defrișării lor, astăzi au rămas doar trupuri de pădure. Faptul că pădurile au deținut cu secole în urmă suprafețe întinse este pus în evidență de solurile gleizate, uneori podzolice, de cernoziomurile sărace și de solurile brune. 
Înainte de lucrările de hidroamelioratii din epoca modernă câmpia joasă era acoperită cu păduri în alternanță cu pajiști stepice, cu mlaștini și bălți. În părțile ocupate permanent de ape creșteau pe suprafețe întinse trestia și papura, rogozurile și pipirigurile. De-a lungul Văii Gepiului și pe  grinduri se dezvoltau asociații alcătuite din sălcii, răchițișuri, arinișuri, stejărișuri de luncă. Astăzi vegetația lemnoasă este redusa la Pădurea Rădvani în suprafață de 276 ha, formată din stejăriș în asociație cu cer, carpen și arbori rezistenți la umezeală, frasinu, ulm,  păr și măr sălbatic, corn, alun, salcâm.
Fauna adaptată acestor condiții era cea acvatică, piscicolă în primul rând, alături de mamifere precum vidra, mistrețul, vulpea, la care se adaugă mulțimea de păsări. Printre peștii care populau în vechime apele curgătoare se aflau viza (Accipenser ruthenus), mihălțul (Lota lota), fusarul (Aspro streber). Dintre speciile care trăiau în bălți și mlaștini, țiparul (Misgurnus fossilis) era intens pescuit. Astăzi aceste specii se întâlnesc din ce în ce mai rar. Rarități au devenit și alte specii din mediul acvatic, cum ar fi lipitoarea medicinală (Hirudo medicinalis) și broasca de mlaștină (Rana arvalis). Pe întinsele pășuni trăia și dropia. 

Odată cu amenajarea primelor heleștee plantele caracteristice mediului acvatic au găsit condiții ideale, iar numărul și varietatea de păsări de apă a crescut treptat. În Pădurea Rădvani se găsește o colonie de păsări acvatice (Ardeidae) care este o rezervație ornitologică, iar pe lacurile și bălțile din Pescăria Cefa se întâlnesc lișițe, rațe sălbatice, cormorani, stârci, egrete, corcodel, diferite specii de broască, broasca țestoasă de baltă.

Solurile câmpiei joase sunt cele aluviale de luncă. Microdepresiunile cu exces de umiditate favorizează formarea lacoviștilor și semilacoviștilor în timp ce porțiunile mai ridicate, cu drenaj mai bun, unde umiditatea este mai mică (grinduri) se formează cernoziomuri levigate, cernoziomuri ciocolatii și soluri sărăturoase. În extravilanul Cefa predomină cernoziomul. Textura solurilor este diversificată. Există soluri cu un foarte bun potențial în humus (cernoziom levigat cu până la 7,5% pH), precum și soluri slabe cu un potențial agricol scăzut (sub 3, 5%pH).

## Economie

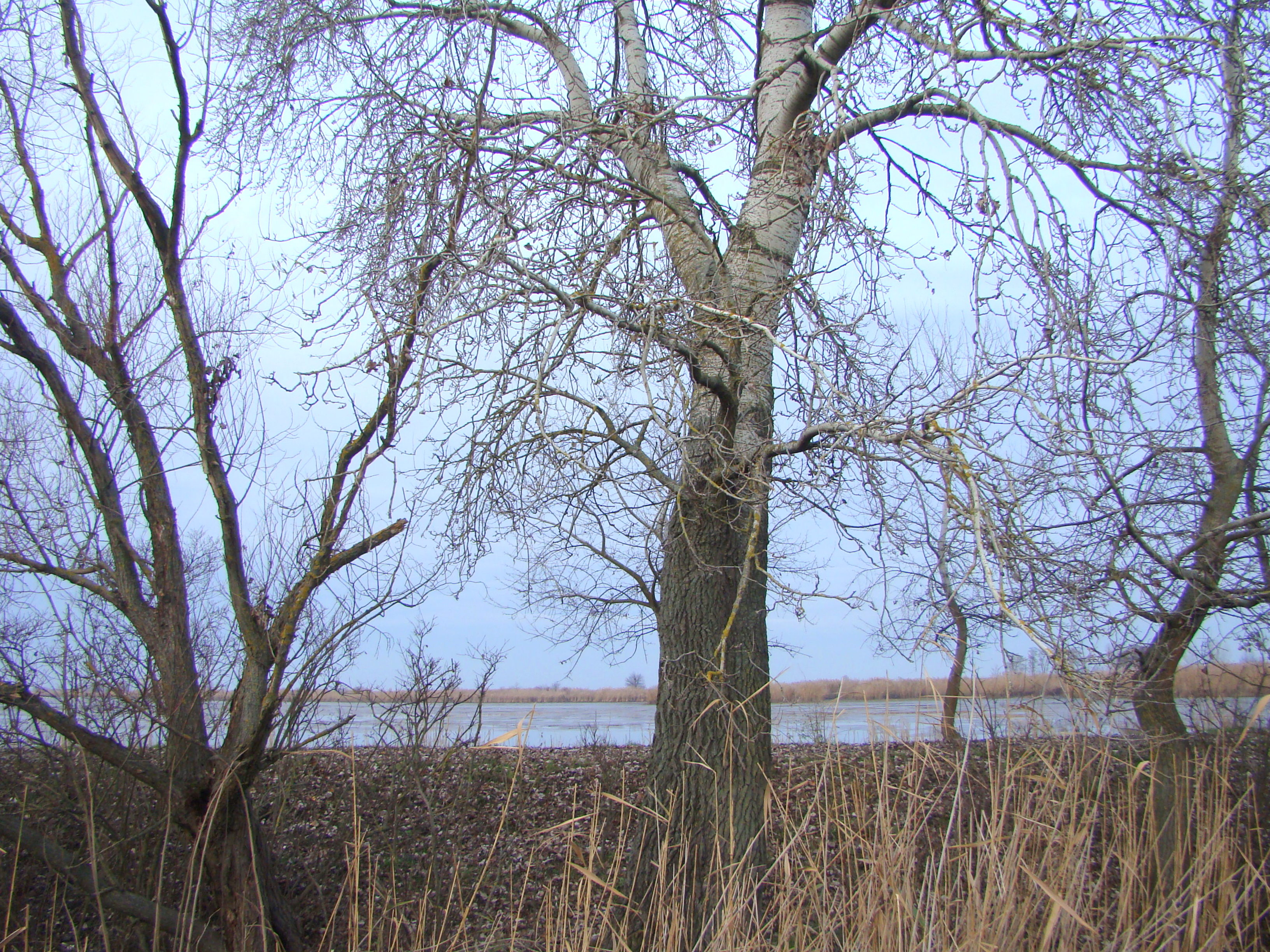
Lacul Cefa

În anul 1905, la Cefa s-a amenajat prima crescătorie sistematică de crap de pe teritoriul României. În urma extinderii lacurilor între satele Cefa și Ateaș, se întind astăzi peste 693 ha de amenajări piscicole din care 640 ha luciu de apă.
Din analiza factorilor de mediu rezultă că teritoriul de astăzi al localității Cefa a constituit întotdeauna un cadru deosebit  de favorabil vieții și activității oamenilor. Relieful neted dar ușor fragmentat și împădurit, zăvoaiele și mlaștinile din câmpia joasă precum și absența stepei au făcut să existe condiții propice unui mod de viață axat pe îndeletniciri agricole, caracteristic populațiilor sedentare.

## Obiective turistice
- Rezervația naturală "Colonia de păsări de la Pădurea Rădvani (1 ha)
- Parcul Natural Cefa (5.002 ha)

## Personalități
- Petre Blajovici, (n.1922 - ), fost demnitar comunist
- Mihai Hotea (n. 1950 - ). fost vice-primar

## Imagini

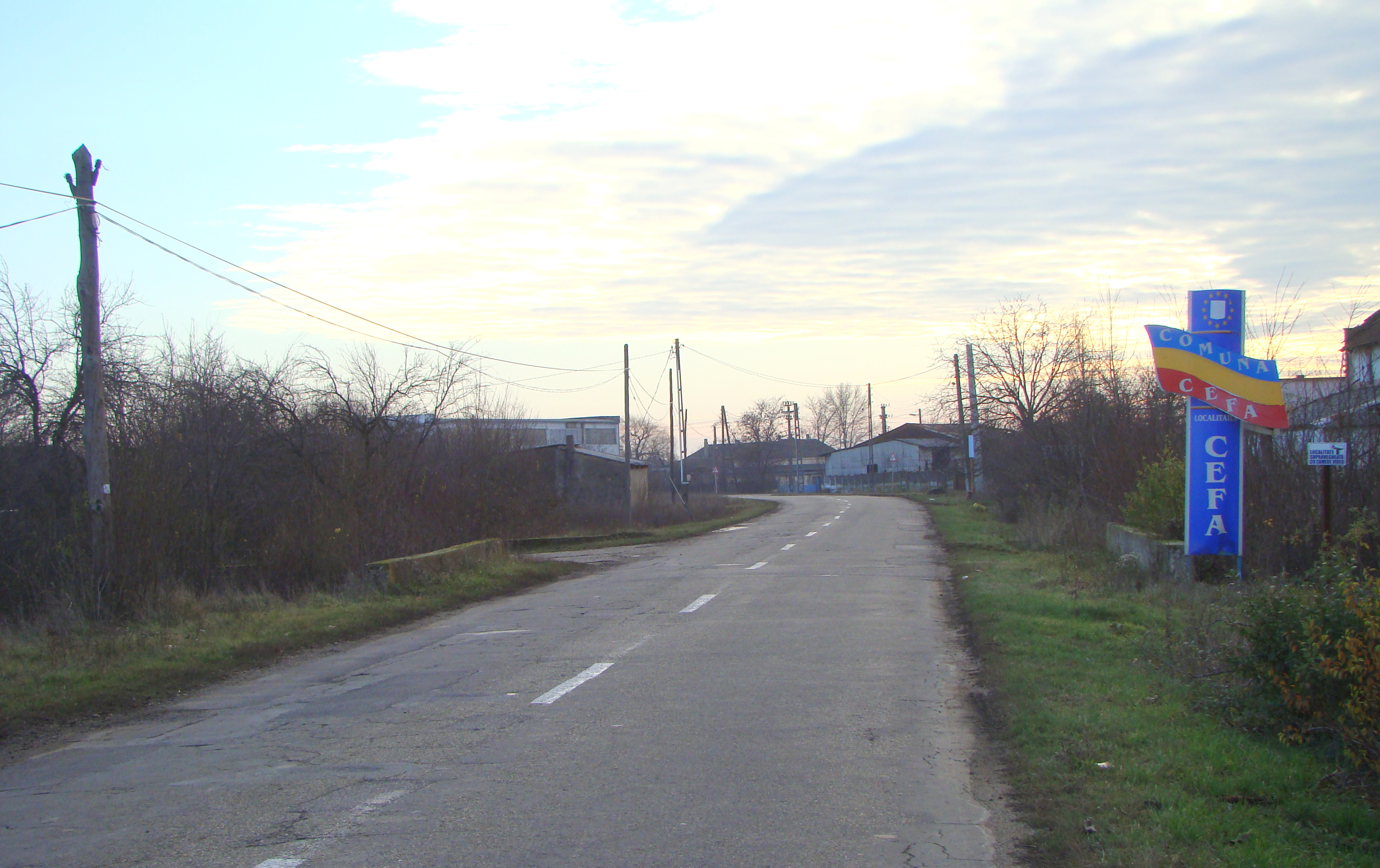
Intrarea în localitate
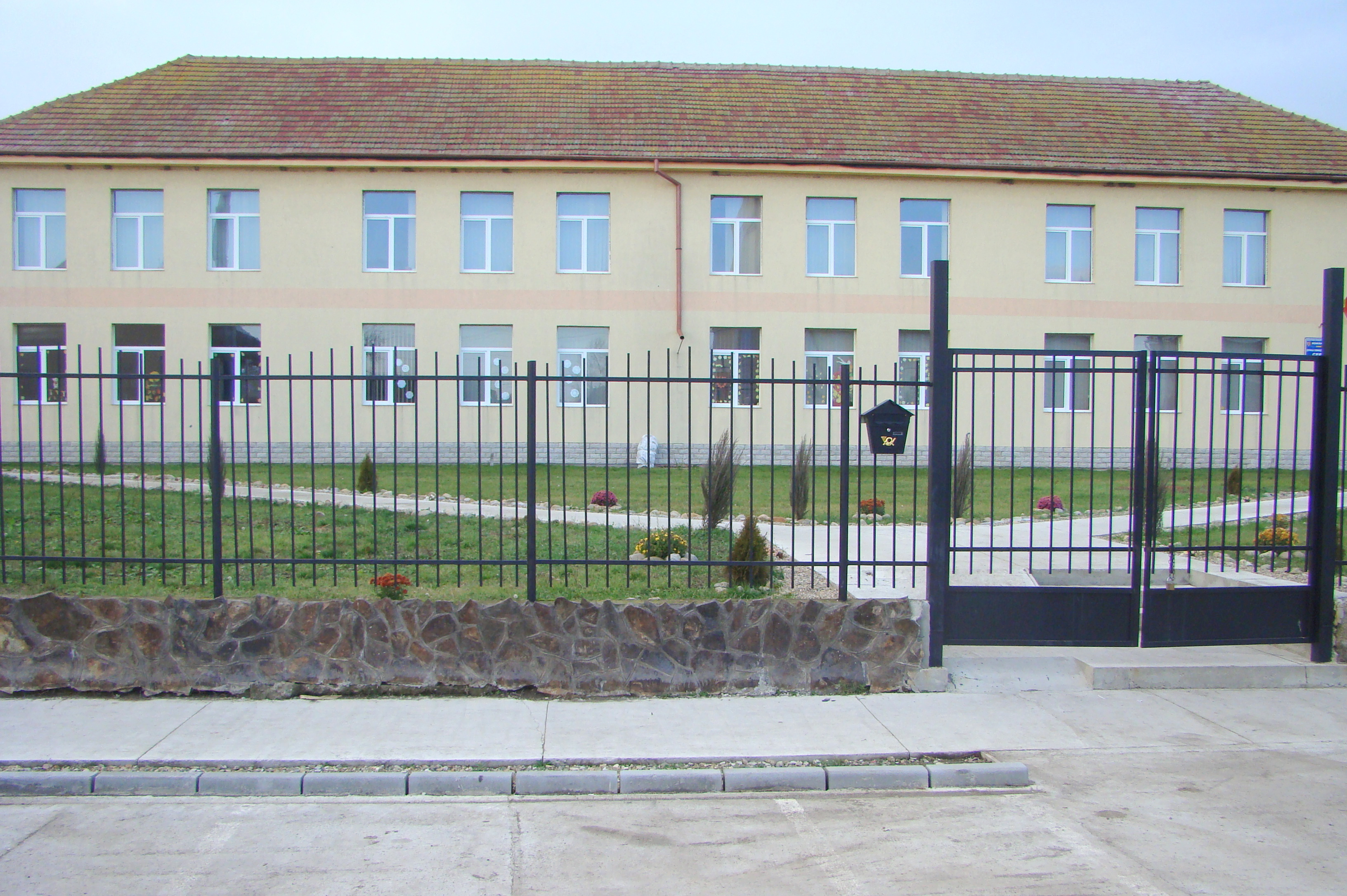
Școala
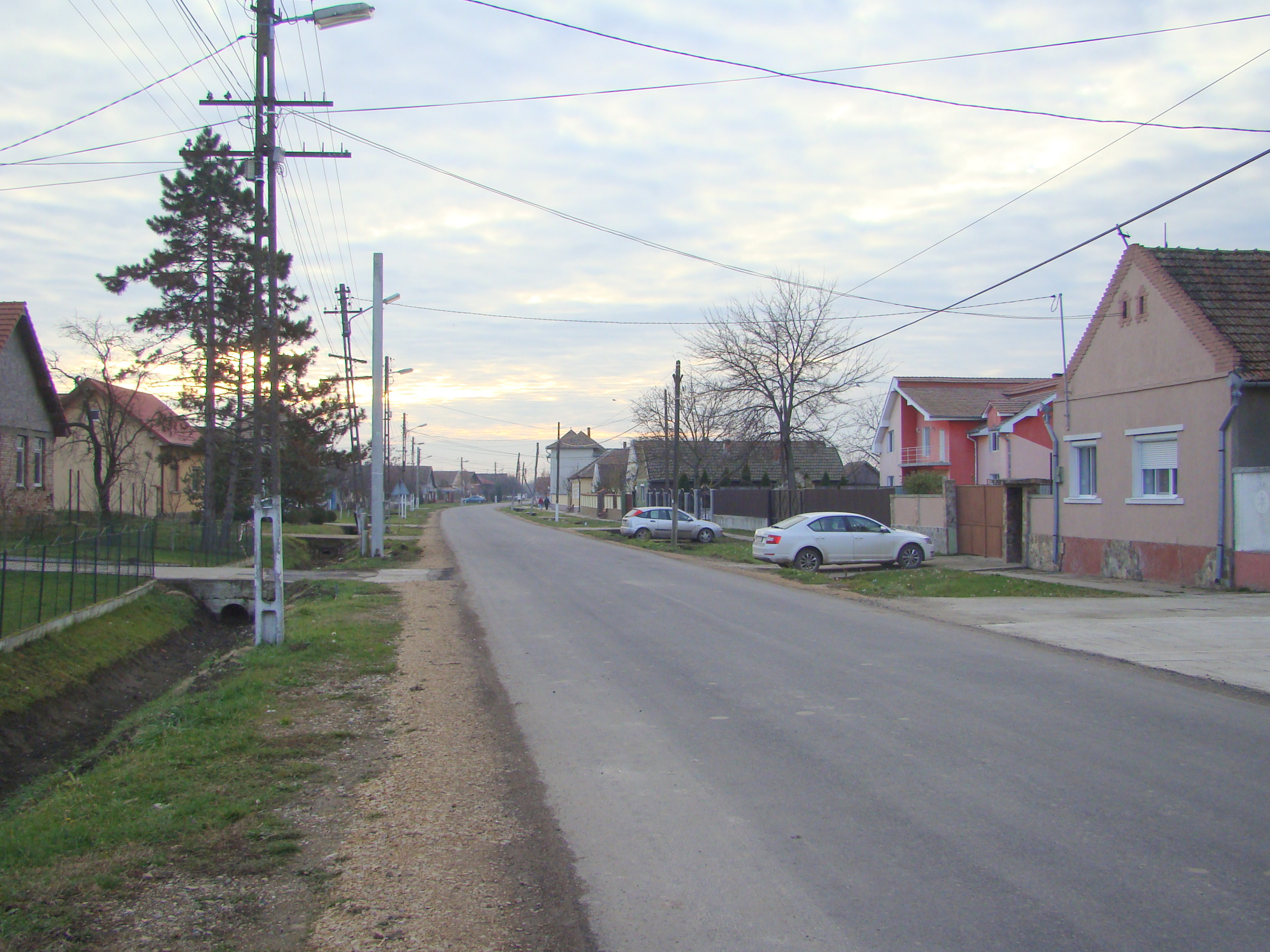
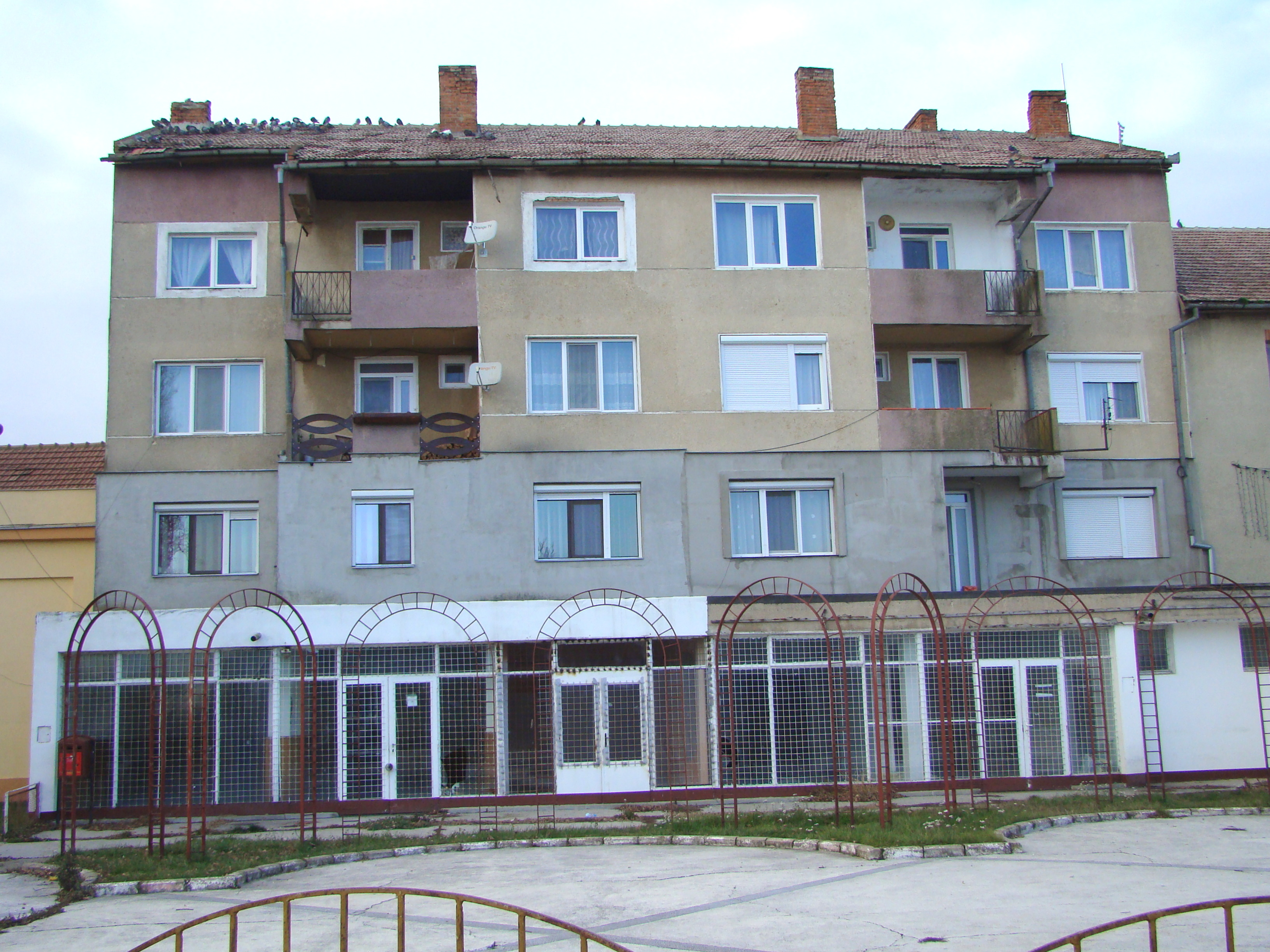
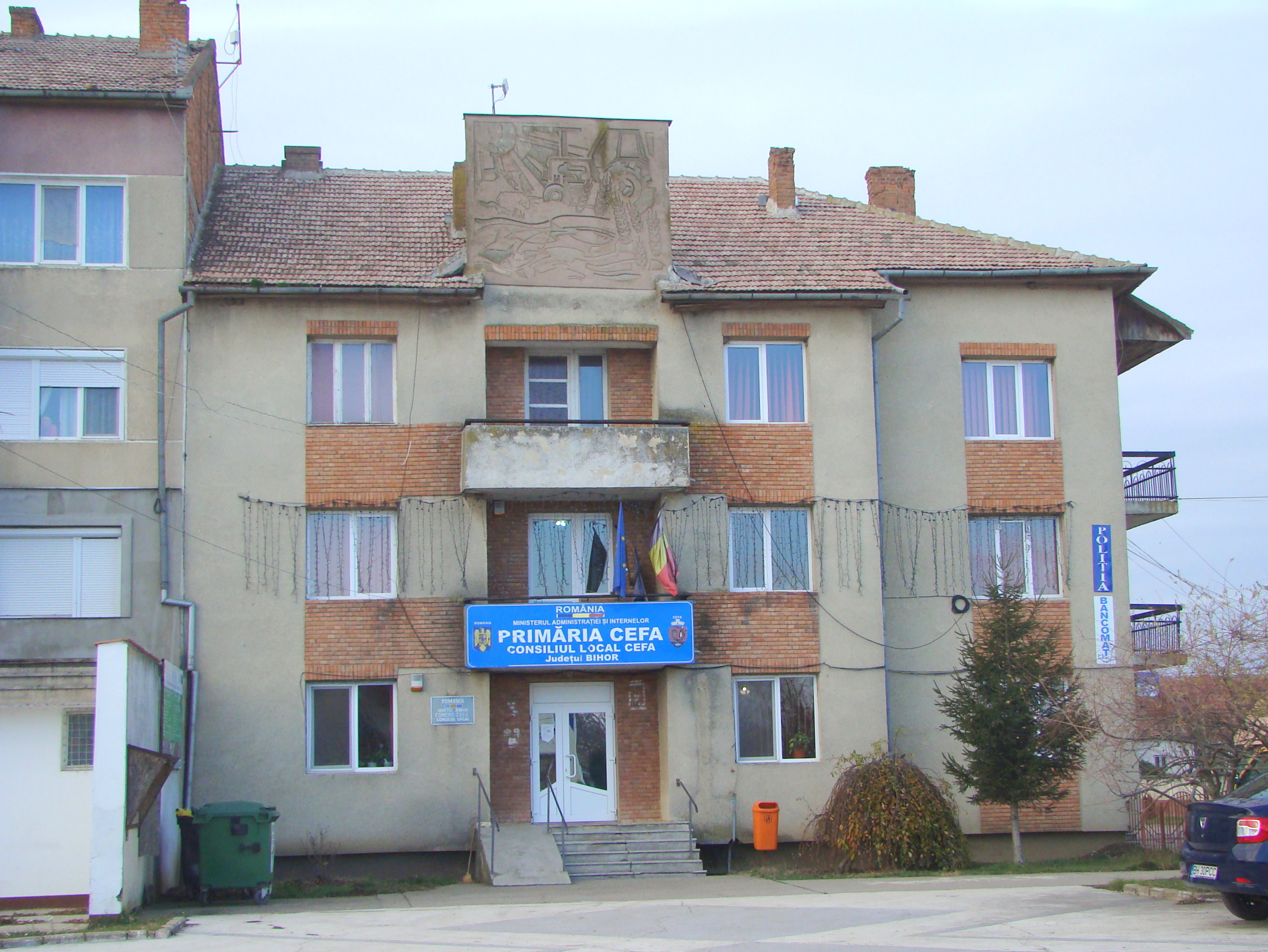
Primăria
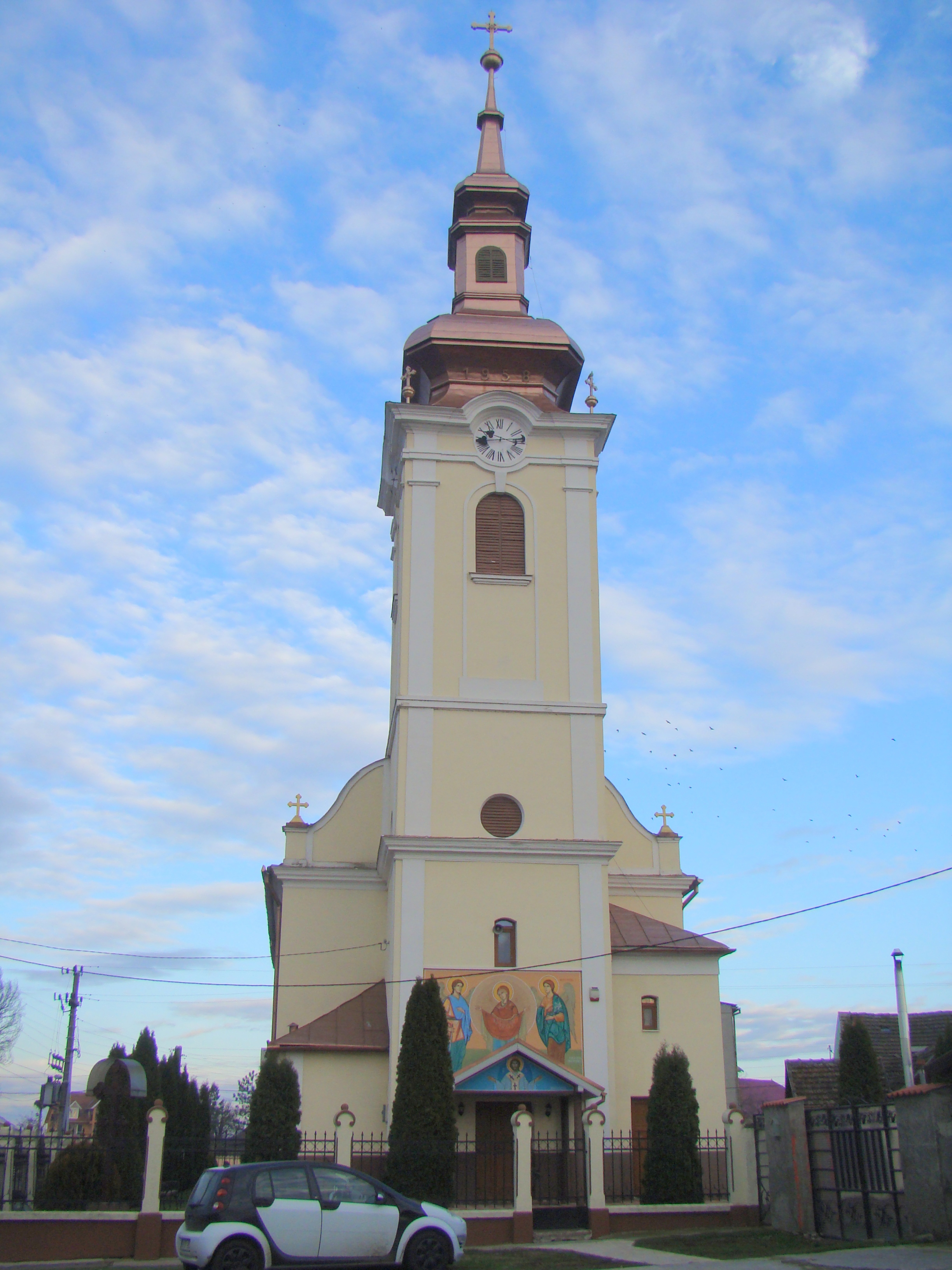
Biserica ortodoxă
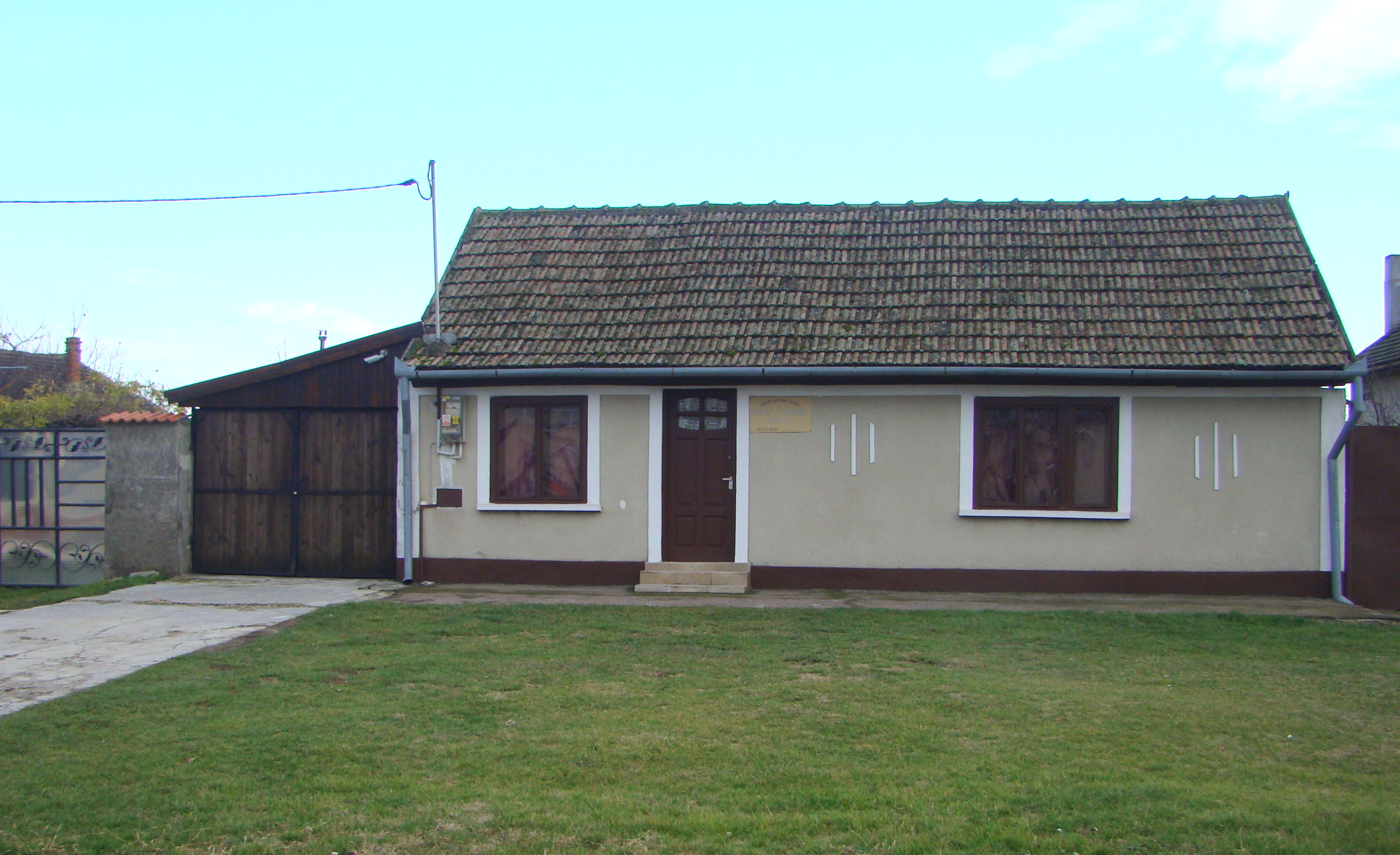
Muzeul parohial cu 3 corpuri: religie, etnografie, ştiinţele naturii, deschis în 2 octombrie 2002, la împlinirea a 700 de ani de la atestarea documentară a comunei Cefa
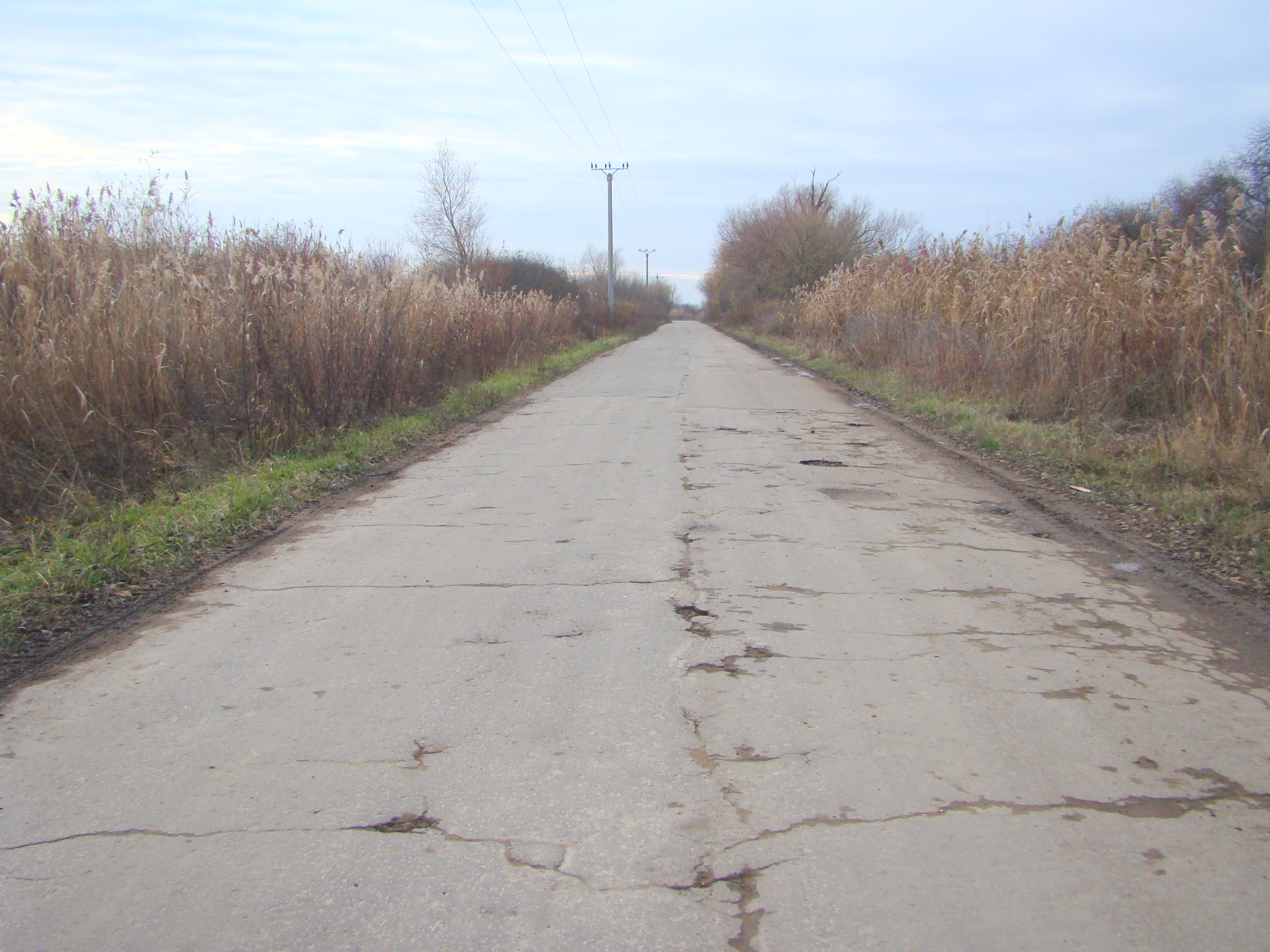
Drumul Ateaș-Cefa care trece prin Parcul  Natural Cefa